# Ivar Giaever
Ivar Giaever (izvirno Giæver), norveško-ameriški fizik, * 5. april 1929, Bergen, Norveška, † 20. junij 2025, Schenectady, New York, ZDA.
Giaever je leta 1973 prejel Nobelovo nagrado za fiziko »za eksperimentalna odkritja, povezana s tunelskim pojavom v polprevodnikih in superprevodnikih.«